# Protetorado Francês da Tunísia
O Protetorado francês da Tunísia (em francês: Protectorat français de Tunisie; em árabe: الحماية الفرنسية في تونس) foi estabelecido pelo Tratado de Bardo em 12 de maio de 1881. Transformou as estruturas políticas, econômicas e sociais do país, e foi finalmente abolido em 20 de março de 1956, após negociações, decorrente do movimento nacional tunisiano.
A Tunísia otomana, formou uma província do decadente Império Otomano, mas gozava de um elevado grau de autonomia sob o bei Muhammad Sadiq III.
Em 1877, a Rússia Imperial declarou guerra contra os otomanos. A vitória russa antecipou o desmembramento do império, incluindo a independência para as suas possessões nos Bálcãs e várias discussões internacionais sobre o futuro das províncias do Norte da África.
O Congresso de Berlim de 1878, foi convocado para resolver a questão otomana. A Grã-Bretanha, tinha forte oposição ao total desmantelamento do Império Otomano, a França pediu o controle da Tunísia, em troca de Chipre. A Alemanha, vendo a reivindicação francesa como uma forma de desviar a atenção da ação vingativa francesa na Europa (onde a França tinha sofrido uma derrota nas mãos prussianas em 1870-1871 na Guerra Franco-Prussiana) e estava pouco preocupada com o Sul do Mediterrâneo, concordou em permitir a soberania da França na Tunísia. A Itália, que tinha interesses econômicos na Tunísia fez forte oposição ao plano, mas foi incapaz de impor sua vontade.
A presença francesa na Tunísia veio cinco décadas após a sua ocupação da vizinha Argélia. Ambos os países eram possessões do antigo Império Otomano, durante três séculos, mas cada um tinha a algum tempo atingindo autonomia política. Antes de os franceses chegarem, a Tunísia tinha iniciado um processo de reformas modernizadoras (ver Constituição Tunisiana de 1861), mas a dificuldade financeira montada até a instalação de uma comissão de credores europeus. Após a ocupação o governo francês assumiu as obrigações internacionais da Tunísia. Principais desenvolvimentos e melhorias foram realizados pelos franceses em diversas áreas, incluindo os transportes e infra-estrutura, indústria, sistema financeiro, de saúde pública e administração. No entanto, empresas francesas e seus cidadãos foram favorecidos, o que não criou simpatia nos tunisianos. O movimento de independência já era ativo antes da Primeira Guerra Mundial, e continuou a ganhar força contra a confusa oposição francesa. Seu objetivo final foi alcançado em 1956.